# Ludwik Pieguszewski
Ludwik Pieguszewski (ur. 24 sierpnia 1879, zm. 3 lutego 1949 w Tymbarku) – farmaceuta, działacz patriotyczny i społeczny, długoletni właściciel apteki w Tymbarku.
Ludwik Pieguszewski był synem Wincentego, powstańca styczniowego. W 1909 roku ukończył studia farmaceutyczne na Uniwersytecie Jagiellońskim. Podczas I wojny światowej był oficerem Legionów Polskich. Ożenił się z Zuzanną Kilbert (Kühlbert). Do 1922 roku mieszkali w Krakowie, następnie Ludwik Pieguszewski został zarządcą i kierownikiem apteki w Mszanie Dolnej. W 1926 roku zakupił aptekę w Tymbarku i zamieszkał tam wraz z rodziną, początkowo w wynajmowanym lokalu, a od 1932 roku we własnej willi.
Obok działalności zawodowej, Ludwik Pieguszewski aktywnie włączył się w życie społeczne miejscowości. Był radnym Tymbarku, członkiem Związku Strzeleckiego, wraz z żoną działał w Towarzystwie Szkoły Ludowej. Założył i prowadził amatorski zespół teatralny przy Ochotniczej Straży Pożarnej, który był pierwszą instytucją kulturalną w miasteczku oraz, w 1936 roku, Koło Miłośników Tymbarku. Przy prowadzeniu teatru korzystał z pomocy i porad krakowskich aktorów, z którymi przyjaźnił się w czasach studenckich. Samodzielnie zaprojektował nowy dom rodzinny, w którym znalazł się również lokal na aptekę. Wykorzystując swe zdolności plastyczne (w młodości rysował i malował akwarele), zaprojektował witraże i ozdoby kowalskie do willi.
Podczas okupacji niemieckiej Zuzanna Pieguszewska została aresztowana przez Niemców i stracona w KL Auschwitz. Ludwik Pieguszewski wraz z dwojgiem dorosłych już dzieci zaangażował się w działalność konspiracyjną. Dostarczał leki dla oddziałów Armii Krajowej, prowadził konspiracyjne kursy sanitarne, udzielał we własnym domu schronienia członkom organizacji podziemnych. Syn Bolesław był żołnierzem Kedywu, córka Danuta łączniczką i sanitariuszką.
Ludwik Pieguszewski zmarł w 1949 roku i został pochowany na tymbarskim cmentarzu. Jego imieniem nazwano jedną z ulic miejscowości. Córka Danuta (1919–1982) ukończyła studia farmaceutyczne, była kierowniczką apteki w Tymbarku i lokalną działaczką społeczną. Syn Bolesław (1921–2000) został lekarzem, był między innymi ordynatorem oddziału chorób wewnętrznych szpitala w Wadowicach i kierownikiem pracowni kardiologicznej szpitala w Limanowej.